# Vasilijkatedralen
Vasilijkatedralen, (ryska: Покровский собор, что на Рву; translitteration: Pokrovskij sobor, tjto na Rvu) eller Vasilij den välsignades katedral, (Собор Василия Блаженного/Sobor Vasilija Blazjennogo) är en rysk-ortodox katedral belägen vid Röda torget i Moskva i Ryssland.
Katedralen är helgad åt det ryska helgonet Vasilij den välsignade.

## Historia
Vasilijkatedralen byggdes mellan 1555 och 1560, på order av tsar Ivan IV av Ryssland och till minne av erövringen av Kazan 1552. Den 12 juli 2011 firade Moskva katedralens 450-årsjubileum, eftersom den invigdes den 12 juli 1561.

## Arkitektur
Katedralens arkitektur är en blandning mellan nordrysk och sydrysk arkitektur.
Arkitekten Postnik Jakovlev påstås ibland ha fått båda sina ögon utstuckna efter att ha färdigställt byggnaden, så att han aldrig skulle kunna bygga något så vackert igen åt någon annan. Detta är dock en myt eftersom han 1588 designade det norra tornet, och därefter flera andra byggnadsverk.
Katedralen är numera[när?] filial till Statliga historiska museet. Katedralen har blivit ett kännetecken inte bara för Moskva, utan för hela Ryssland.

## Bilder

Vasilijkatedralen 1967.
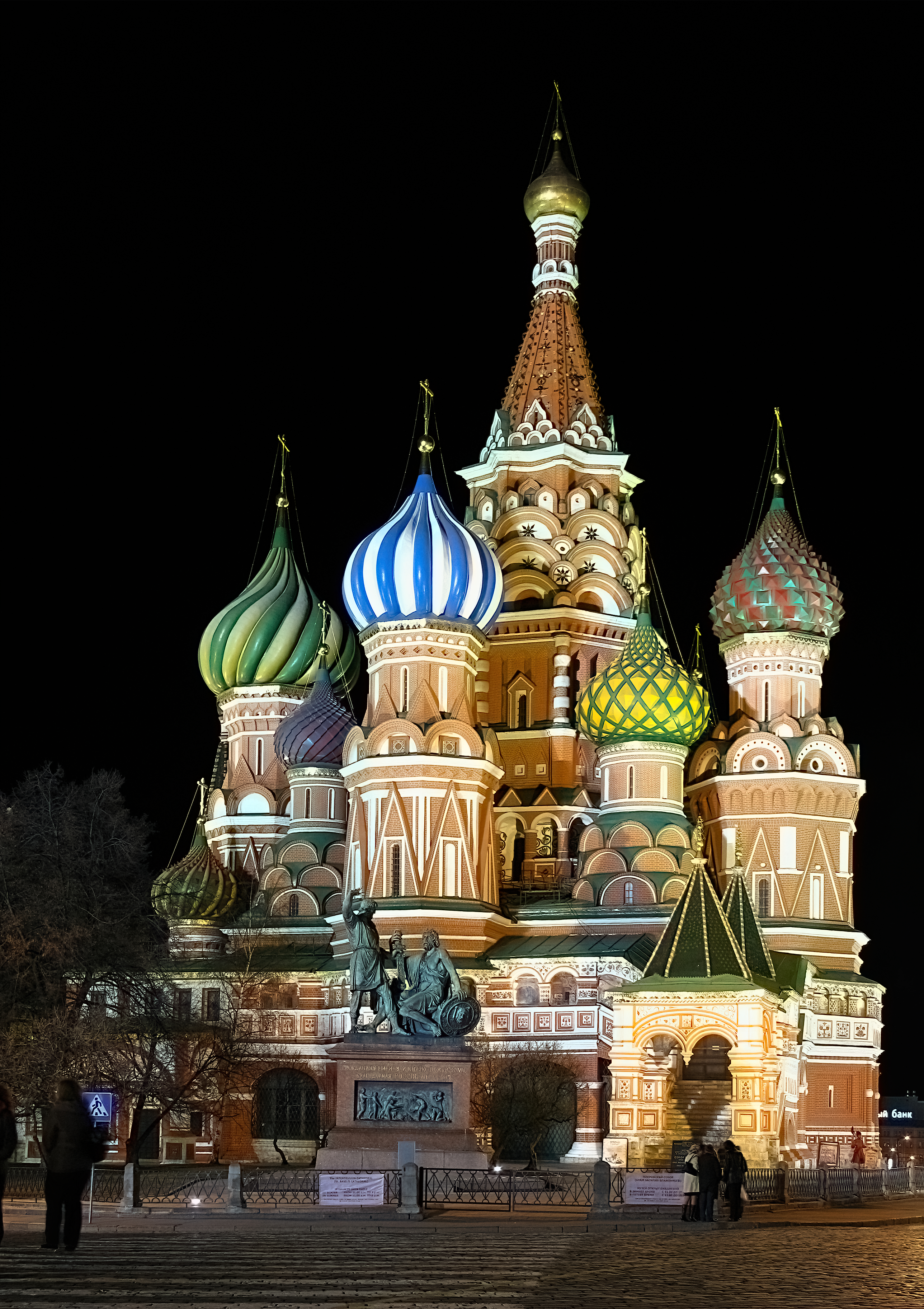
Katedralen under nattetid.
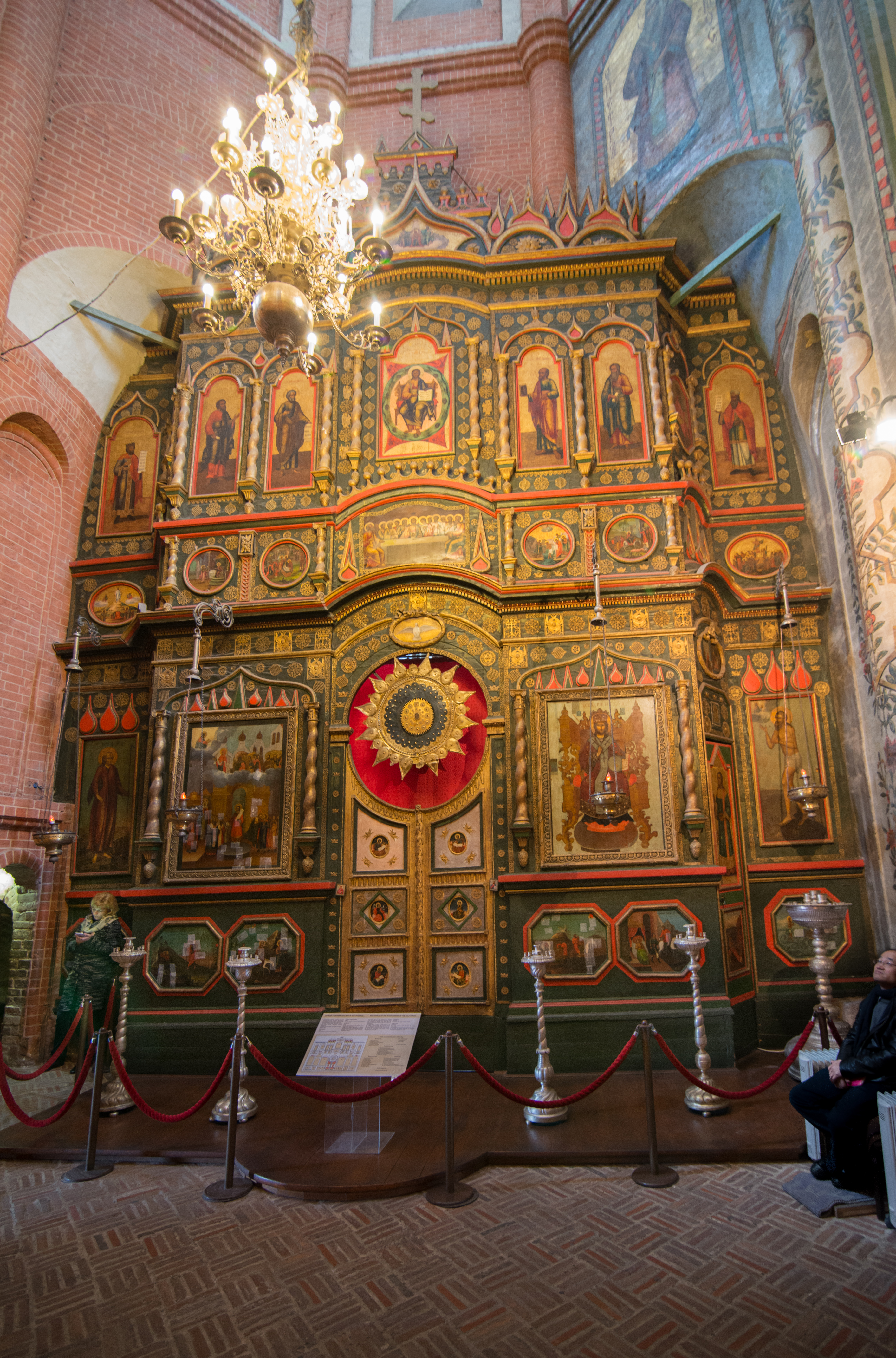
Ikonostas.
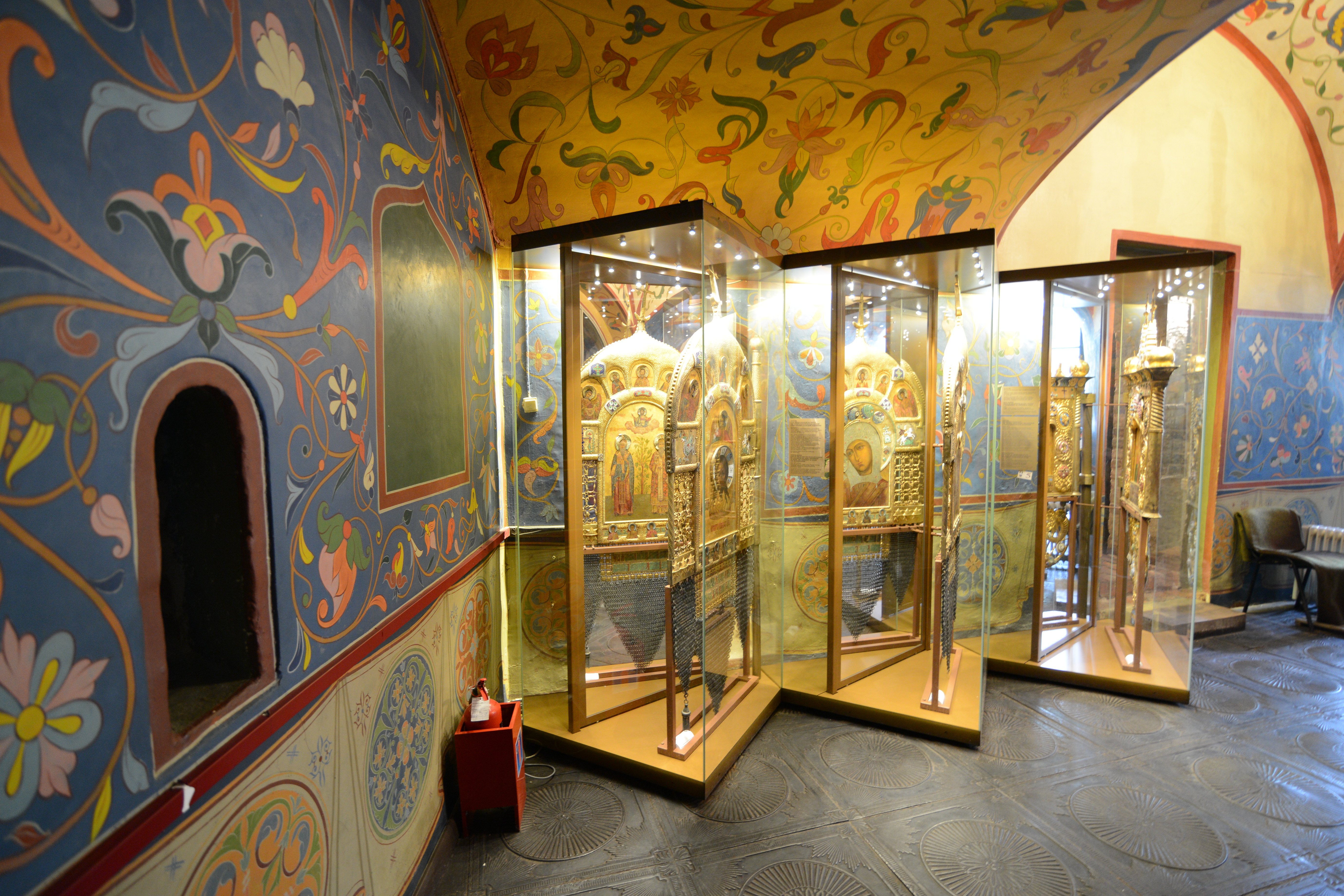
Interiör.
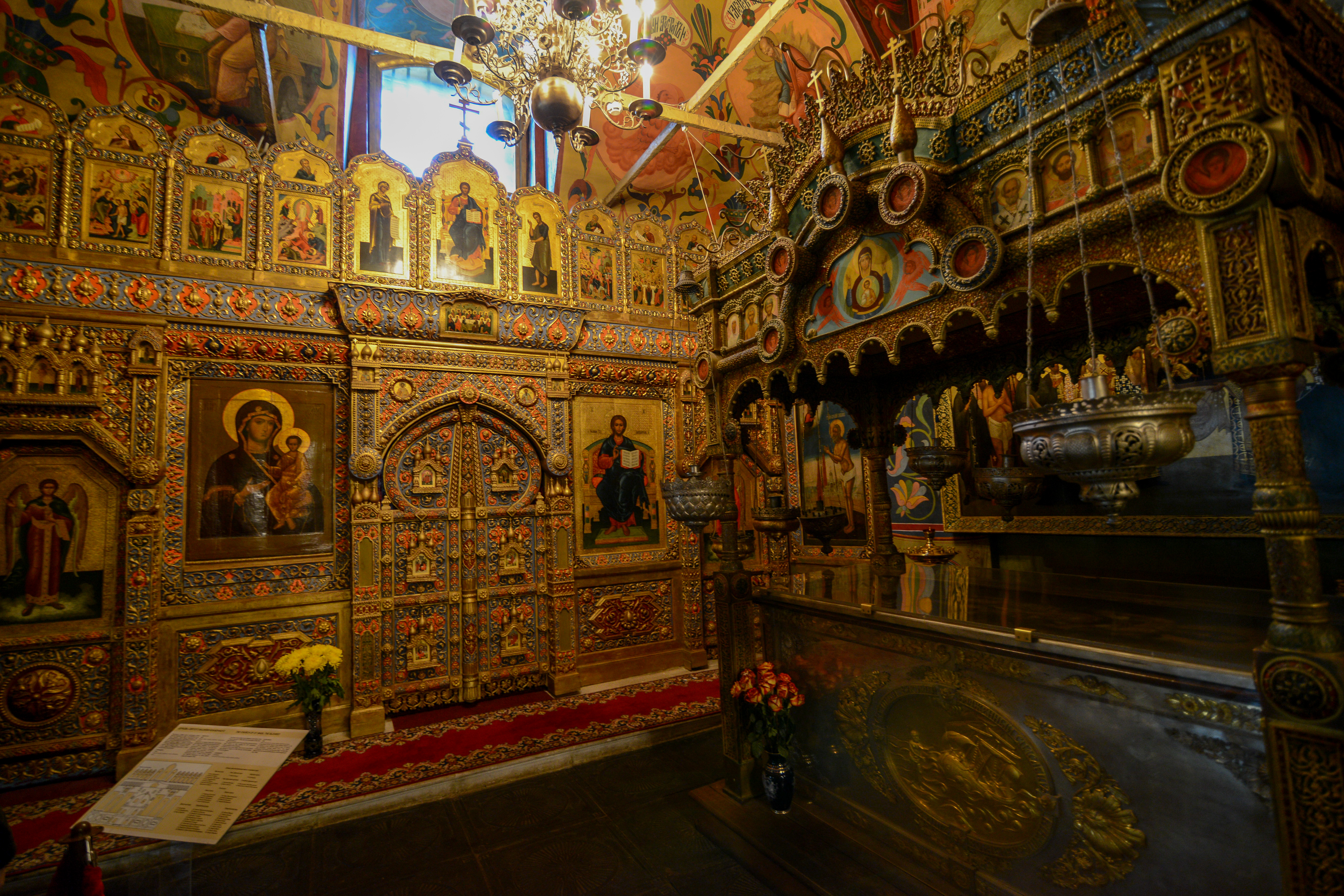
Interiör och ikonostas.
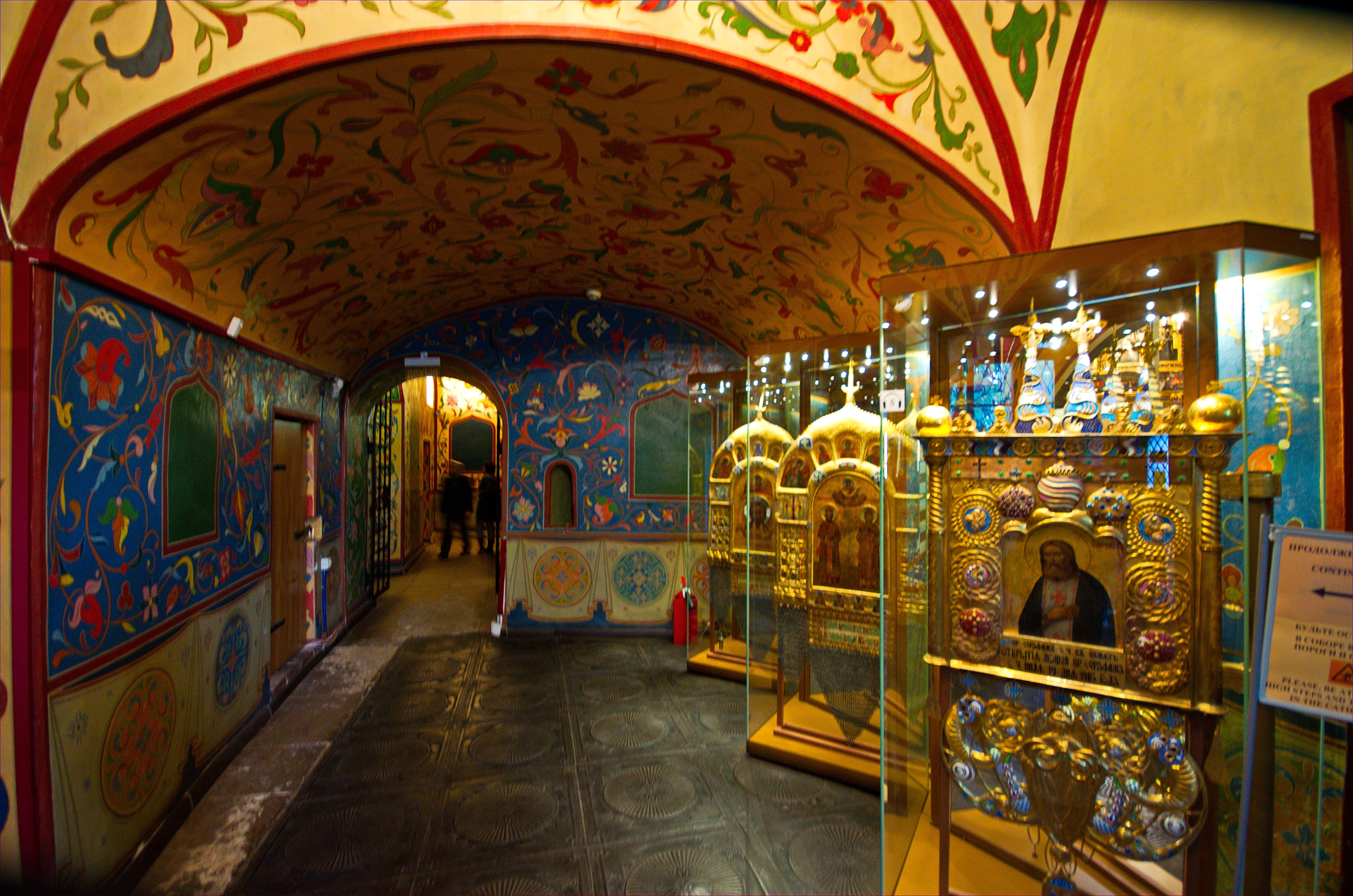
Interiör.
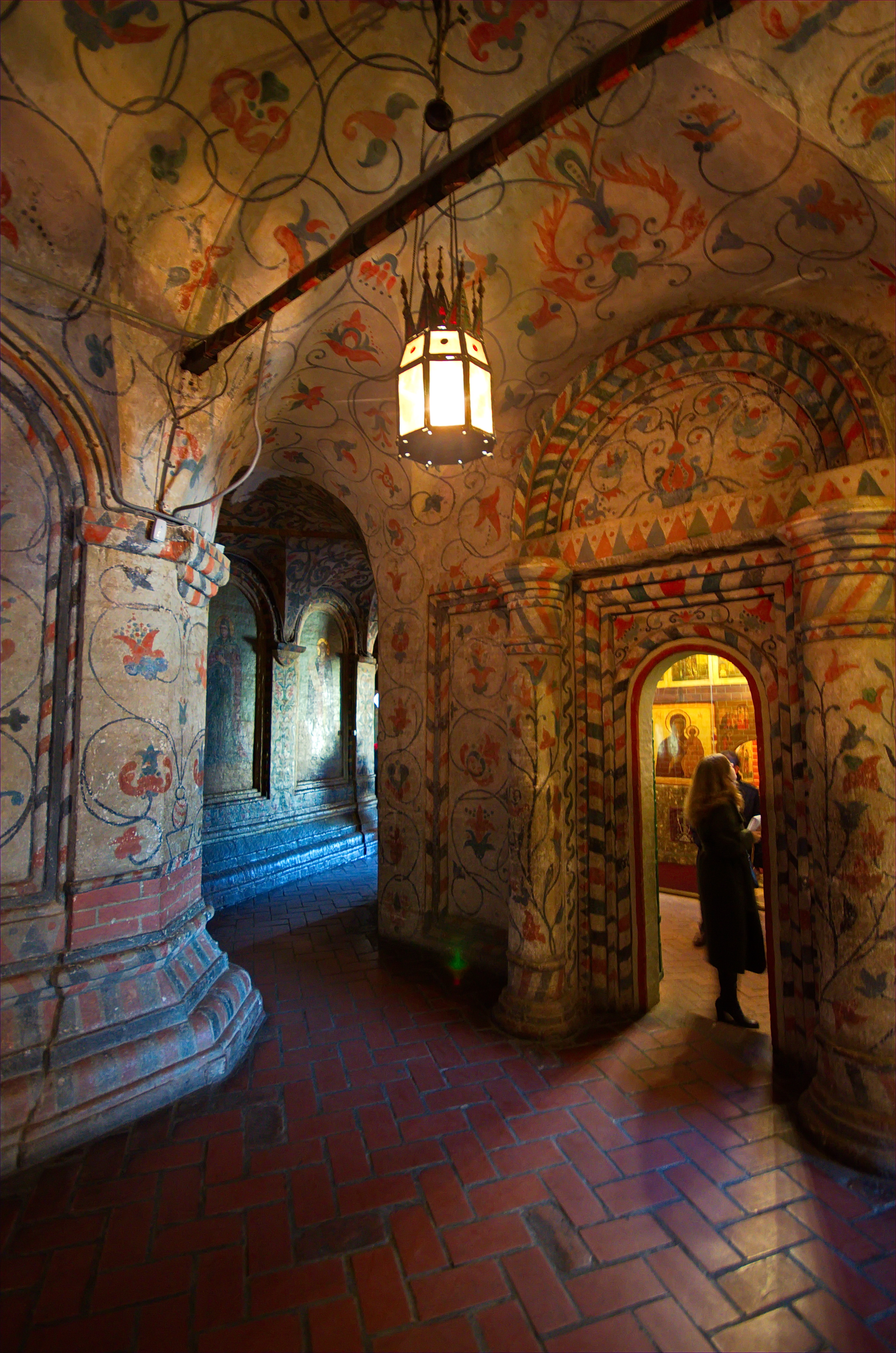
Interiör.
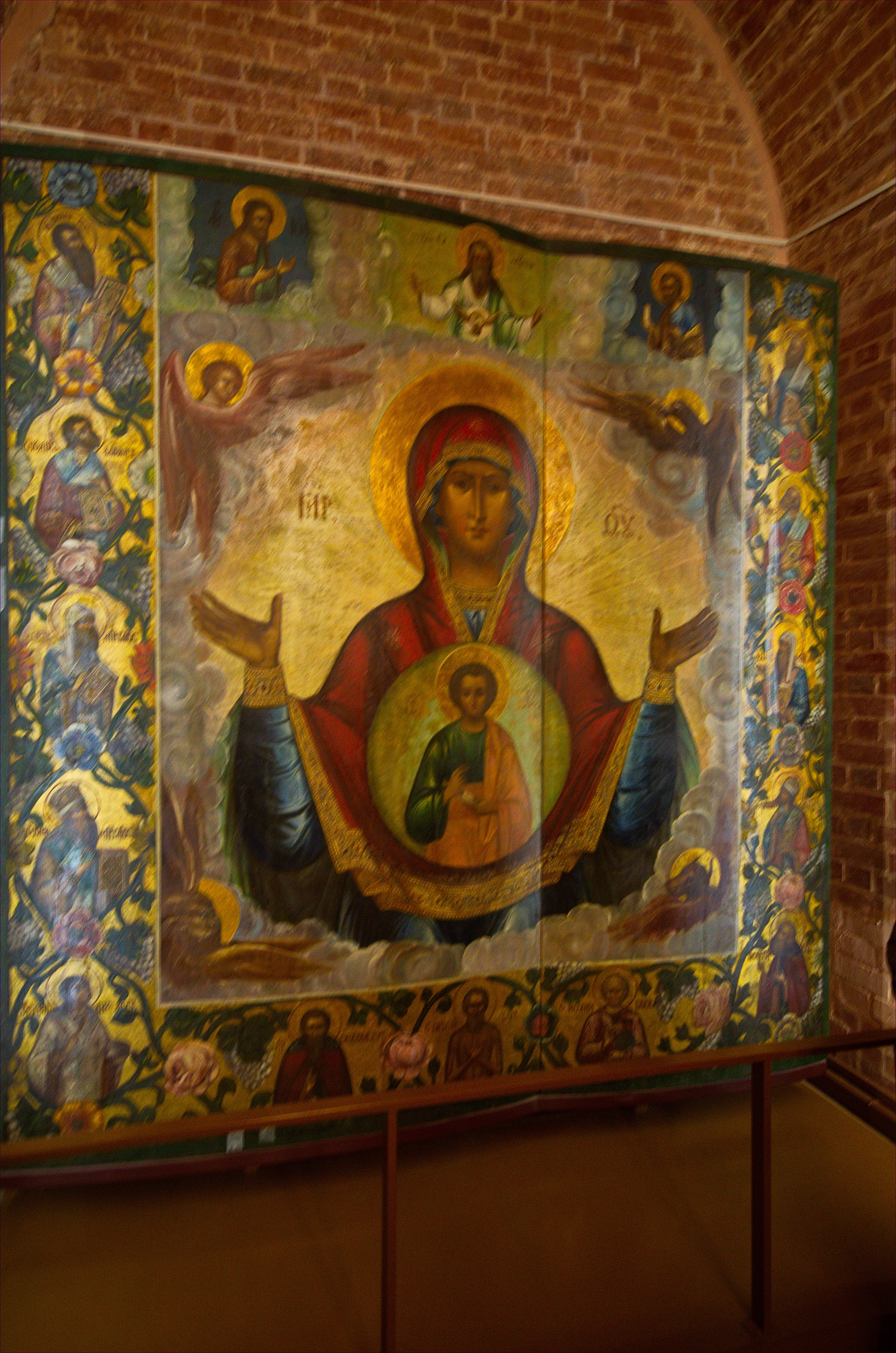
Ikon föreställande Jungfru Maria.